# Kreis Oststernberg

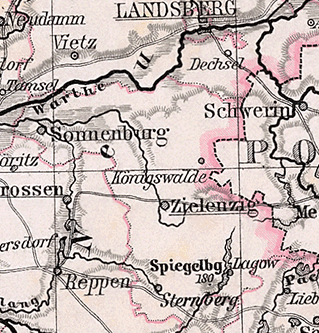
Das Kreisgebiet 1905

Der preußische Kreis Oststernberg in der Provinz Brandenburg bestand von 1873 bis 1945. Das ehemalige Kreisgebiet liegt heute im Wesentlichen im  Powiat Sulęciński  der polnischen Woiwodschaft Lebus. Der Kreis umfasste zuletzt die vier Städte Königswalde, Sonnenburg, Sternberg (Neumark) und Zielenzig, 73 weitere Gemeinden und zwei Forst-Gutsbezirke.

## Verwaltungsgeschichte
Der Kreis entstand 1873 bei der Aufspaltung des Kreises Sternberg in die Kreise Oststernberg und Weststernberg. Das Landratsamt des neuen Kreises Oststernberg war in der Stadt Zielenzig.
Zum 30. September 1928 fand im Kreis Oststernberg entsprechend der Entwicklung im übrigen Freistaat Preußen eine Gebietsreform statt, bei der alle Gutsbezirke bis auf zwei aufgelöst und benachbarten Landgemeinden zugeteilt wurden.
Ende Januar 1945 eroberte die Rote Armee das Kreisgebiet und unterstellte es am 2. Februar einem Kriegskommandanten.
Am 25. Juli 1945 wurde die Verwaltung der Volksrepublik Polen, die bereits seit dem 23. Mai 1945 durch einen Kreisbevollmächtigten vor Ort vertreten war, übergeben. Im August 1945 begann die Vertreibung der einheimischen Bevölkerung und die die Besiedlung mit Polen, deren Mehrzahl aus den vormals polnischen Gebieten der nun sowjetischen Ukraine kam.

## Einwohnerentwicklung
| Jahr | Einwohner | Quelle |
| ---- | --------- | ------ |
| 1871 | 48.476    | [ 3 ]  |
| 1890 | 50.449    | [ 4 ]  |
| 1900 | 47.910    | [ 4 ]  |
| 1910 | 44.238    | [ 4 ]  |
| 1925 | 43.890    | [ 4 ]  |
| 1933 | 41.963    | [ 4 ]  |
| 1939 | 40.595    | [ 4 ]  |

## Landräte
- 1873–1880 Wilhelm Noack
- 1880–1889 Julius Karney
- 1889–1899 Friedrich von Bockelberg-Vollard (1851–1919)
- 1899–1907 Friedrich von Mickwitz
- 1907–1919 Friedrich von Bockelberg-Vollard (II. Amtsperiode)
- 1919–1931 Karl Lindenberg (1883–1945)
- 1931–1933 Walther Kühn, DVP (1892–1962)
- 1933–1937 Werner Schmuck, NSDAP (1899–1940) (vertretungsweise)
- 1937–1942 Karl Adolf Pott (1906–1943)
- 1942–1945 Karl Kiejak

## Kommunalverfassung
Mit Einführung des preußischen Gemeindeverfassungsgesetzes vom 15. Dezember 1933 sowie der Deutschen Gemeindeordnung vom 30. Januar 1935 wurde zum 1. April 1935 das Führerprinzip auf Gemeindeebene durchgesetzt.

## Verkehr
Den Kreis Oststernberg durchzog seit 1870 die Strecke Posen–Frankfurt (Oder) der Märkisch-Posener Eisenbahn-Gesellschaft, deren einzige Station hier die Stadt Sternberg war >122.c<.
Erst 20 Jahre später erschloss die Preußische Staatsbahn das übrige Kreisgebiet. Von Reppen führte 1890 eine Bahn nach der Kreisstadt Zielenzig und 1892 weiter nach Meseritz in der Provinz Posen >116.k<. In Zielenzig zweigte 1912 die Verbindung nach Landsberg an der Warthe ab >116.h<. Außerdem berührte ab 1909 die Strecke Topper–Meseritz einige Gemeinden im Südosten des Kreises >116.m<.
Im Norden des Kreises führte die Kleinbahn Küstrin–Hammer, an der auch der Kreis finanziell beteiligt war, am Warthebruch entlang. Sie hatte 1896 die Stadt Sonnenburg erreicht und war 1906 bis Kriescht und schließlich 1915 bis zum Bahnhof Hammer an der Linie Zielenzig–Landsberg verlängert worden >115.h<.
Anmerkung: Die Zeichen in >< beziehen sich auf das Deutsche Kursbuch 1939.

## Städte und Gemeinden

### Stand 1945
- Albrechtsbruch
- Alt Limmritz
- Arensdorf
- Beatenwalde
- Beaulieu
- Breesen
- Brenkenhofsfleiß
- Burschen
- Ceylon (Kolonie)
- Dammbusch
- Freiberg
- Gartow
- Glauschdorf
- Gleißen
- Grabow
- Grochow
- Groß Friedrich
- Grunow b. Wutschdorf
- Hammer
- Hampshire[5]
- Heinersdorf
- Herzogswalde
- Jamaica[6]
- Kemnath
- Költschen
- Königswalde, Stadt
- Koritten
- Korsika[7]
- Kriescht
- Lagow
- Langenfeld
- Langenpfuhl
- Louisa
- Malkendorf
- Malsow
- Malta
- Mauskow
- Meekow
- Neu Dresden
- Neu Lagow
- Neu Limmritz
- Neudorf
- Neuwalde
- Ögnitz
- Osterwalde
- Ostrow
- Pensylvanien[8]
- Petersdorf
- Priebrow
- Rauden
- Reichen
- Reitzenstein
- Sankt Johannes
- Saratoga[9]
- Schartowsthal
- Scheiblersburg
- Schermeisel
- Schönow
- Schönwalde
- Schwarzsee
- Seeren
- Selchow
- Sonnenburg, Stadt
- Sophienwalde
- Spiegelberg
- Sternberg Nm., Stadt
- Streitwalde
- Stuttgardt
- Sumatra[10]
- Tauerzig
- Tempel
- Trebow
- Waldowstrenk
- Wallwitz
- Wandern
- Woxfelde
- Zielenzig, Stadt

Zum Kreis gehörten außerdem die Gutsbezirke Forst Königswalde und Forst Nesselkappe.

### Vor 1945 aufgelöste Gemeinden
- Altona, 1928 zu Reitzenstein
- Groß Kirschbaum, 1939 aufgelöst
- Lindow, 1939 aufgelöst
- Maryland, 1928 zu Neu Dresden